# Dugesia arabica
Dugesia arabica és una espècie de triclàdide dugèsid que habita al Iemen. Es coneixen diverses poblacions d'aquesta espècie amb diferents estratègies reproductives, així com amb diferents cariologies. Se'n coneixen espècimens infectats per protozous gregarins.
Es caracteritza per presentar una papil·la peniana en forma de con, el conducte ejaculador s'hi troba en posició ventral i la seva apertura és subterminal i ventral. A més a més, presenta una secció estesa i doblegada del canal de la bursa a l'altura de l'apertura dels oviductes. No presenta una capa de músculs longitudinals ni a la bursa copulatrix ni al canal de la bursa.